# Grigori Mkrtytsjan
Grigori Mkrtytsjevitsj Mkrtytsjan (Russisch: Григорий Мкртычевич Мкртычан, Armeens: Կրիկոր Մկրտիչյան, Krikor Mkrtichyan) (Krasnodar, 3 januari 1925 - Moskou, 14 februari 2003) was een Sovjet-Russisch ijshockeydoelman. 
In 1954 werd Mkrtytsjan in het Zweedse Stockholm wereldkampioen.
Mkrtytsjan won tijdens de Olympische Winterspelen 1956 in Cortina d'Ampezzo de gouden olympische medaille, dit toernooi was ook als wereldkampioenschap aangemerkt.